# Cristoforo Giacobazzi
Cristoforo Giacobazzi (Roma, 1499 – Perugia, 7 ottobre 1540) è stato un cardinale e vescovo cattolico italiano.
Fu nominato cardinale della Chiesa cattolica da papa Paolo III.

## Biografia
Era nipote del cardinale Domenico Giacobazzi, che il 23 marzo 1523 rinunciò a suo favore la diocesi di Cassano. Ebbe incarichi di rilievo nella Curia romana, dove fu datario di Sua Santità dall'ottobre del 1534 fino alla promozione al cardinalato. Il 23 agosto 1535 fu nominato membro della commissione che aveva l'incarico di riformare la stessa Curia.
Papa Paolo III lo elevò al rango di cardinale nel concistoro del 22 dicembre 1536 e il 15 gennaio 1537 ricevette il titolo di Sant'Anastasia. Il 6 settembre dello stesso anno optò per la diaconia di Sant'Eustachio, elevata a titolo presbiterale pro illa vice e ritenne il titolo precedente in commendam.
Il 10 dicembre 1537 fu nominato insieme con il cardinale Rodolfo Pio legato per ristabilire la pace fra l'imperatore Carlo V e il re di Francia Francesco I.
Morì a Perugia e fu sepolto in città o, secondo altre fonti, nella chiesa romana di Sant'Eustachio.

## Genealogia episcopale
La genealogia episcopale è:
- Vescovo Ottavio Cesi
- Cardinale Cristoforo Giacobazzi